# Johnson (város, Vermont)
Johnson város az USA Vermont államában, Lamoille megyében. Lakosainak száma 3491 fő (2020. április 1.).

## Népesség
A település népességének változása:

| 2010 | 3 446 |
| 2020 | 3 491 |